# مابل جوزيفين ماكيراس

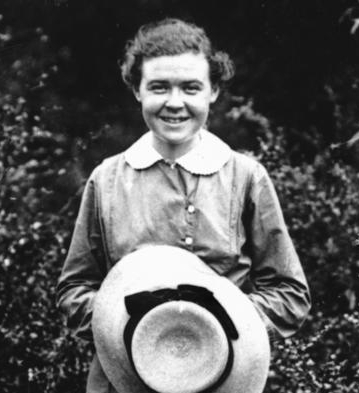
ديسبشن باي، أستراليا. عملت مابيل جوزفين ماكيراس في قسم علم الحشرات للأبحاث الطبية في كيرنز خلال الحرب العالمية الثانية، وكانت كبيرة الطفيليات في معهد كوينزلاند للأبحاث الطبية حتى 1961.

كانت مابل جوزيفين (جو) ماكيراس، (اسم الولادة: بانكروفت) (7 أغسطس 1896 - 8 أكتوبر 1971) عالمة حيوانات أسترالية وعالمة حشرات وطفيليات. ساهمت أبحاثها وأعمالها خلال حياتها في علم الحشرات والطب البيطري والعلوم الطبية. شغلت خلال حياتها مجموعة واسعة من المناصب والواجبات من ضمنها: ضابطًا طبيًا بالجيش، وعالمة حشرات، وعالمة طبية، وعالمة طفيليات. كانت ماكيراس رائدًا خلال الحرب العالمية الثانية وخدمت في وحدة أبحاث الملاريا بالجيش. في أحد نماذج الحصول على تكريم عيد ميلاد الملك، نال عملها هذا الاقتباس: قلة من النساء كان بإمكانهن المساهمة بشكل أكبر في جهود الحلفاء الحربية.

## الحياة الشخصية
ولدت ماكيراس باسم مابل جوزيفين بانكروفت في 7 أغسطس 1896 في ديسبشن باي، كابولتشر ديستريكت، كوينزلاند، وكانت الطفلة الأكبر لتوماس لين بانكروفت -طبيب بريطاني المولد- وزوجته سيسيليا ماري، اسم الولادة جونز من بريسبان. كانت حفيدة جوزيف بانكروفت. تزوجت من إيان موراي ماكيراس في 5 أبريل 1924 في غروسفينور فلات، إيدسفولد، كوينزلاند (منزل والديها).
في 8 أكتوبر 1971، توفيت ماكيراس من شارع ريدلي، تيرنر وعضو مجلس البحث العلمي والصناعي، قسم علم الحشرات في كانبيرا. دفنت في مقبرة كانبيرا. حصلت في الحرب العالمية الثانية على رتبة رائد وخدمت في وحدة مكافحة الملاريا في القوات المسلحة الأسترالية. توفيت قبل زوجها وابنها الوحيد.
مُنحت جوزيفين وسام كلارك عام 1965. وانتخبت في عام 1966 كزميلة في الجمعية الأسترالية لعلم الطفيليات.

## التعليم
علمتها والدتها في المنزل ووجدت متعة في دراسة النباتات والحيوانات والحشرات. ساعدت والدها في مشاريعه البحثية في مقر Deception Bay. التحقت ماكيراس بمدرسة قواعد البنات في بريزبين وحصلت على جوائز في الرياضيات. التحقت بجامعة كوينزلاند وتخرجت عام 1918 بدرجة البكالوريوس، وفي عام 1930 بدرجة الماجستير. حصلت على زمالة والتر وإليزا هول في علم الاقتصاد البيولوجي بين عامي 1918 و1920. كان توماس هارفي جونستون مستشارها الأكاديمي الفخري وتعاونت مع جونستون في البحث الذي أدى إلى العديد من المنشورات المشتركة الهامة. كملت البكالوريوس الطبي في جامعة سيدني في عام 1924. خلال فترة وجودها في جامعة سيدني، التقت بإيان موراي ماكيراس، الذي أصبح زوجها لاحقًا. استمتع الزوجان الشابان بالملاحة الشراعية وصيد الأسماك خلال عطلة نهاية الأسبوع، دون أن يأكلا ما اصطادا قبل إجراء تحليل معملي شامل لدم الأسماك من أجل الحيدميات.

## وظيفة مبكرة
سجلت الورقة الأولى التي نشرها الزوجان كفريق واحد طفيليات الدم للأسماك البحرية الأسترالية. تزوج الزوجان خلال صلاة أنجليكانية في 5 أبريل 1924 في غروسفينور فلات، إيدسفولد، كوينزلاند. كان لفريق ماكيراس وماكيراس شراكة جديرة بالملاحظة بين الزوج والزوجة في تاريخ العلوم الأسترالي.
أكملت ماكيراس إقامتها في مستشفى الأمير ألفريد الملكي في سيدني. ثم فتحت عيادة خاصة صغيرة واستمرت بإيجاد وقت للعمل بدوام جزئي في مستشفى راشيل فورستر للنساء والأطفال. في عام 1926، عندما وُلد ابنها، أوقفت مسيرتها المهنية. في عام 1930، انضمت ماكيراس إلى الوحدة التي يقودها زوجها، كمساعد عالم الحشرات في قسم علم الحشرات الاقتصادي في مجلس البحوث العلمية والصناعية في كانبيرا. أدت أبحاثها حول غزو الذبابة والحمى سريعة الزوال إلى العديد من المنشورات الفردية والمشتركة مع الزوج إيان ماكيراس وفرانك ماكفارلين بيرنت. كانت الوحدة عبارة عن فريق بحث ناجح زاد من المعرفة بمكافحة ذبابة الأغنام، وذبابة الجاموس، وحمى القراد، والحمى سريعة الزوال في الماشية. بعد اندلاع الحرب العالمية الثانية، في 7 فبراير 1942، انضمت ماكيراس إلى الفيلق الطبي بالجيش الأسترالي كقائد وتمركزت في منطقة سيدني.